# Choix
Choix ([ˈtʃojks]) es una localidad mexicana, cabecera municipal del municipio de Choix en el extremo norte del estado mexicano de Sinaloa.

## Geografía

### Clima
| Parámetros climáticos promedio de Choix, Sinaloa (1970-1975) | Parámetros climáticos promedio de Choix, Sinaloa (1970-1975) | Parámetros climáticos promedio de Choix, Sinaloa (1970-1975) | Parámetros climáticos promedio de Choix, Sinaloa (1970-1975) | Parámetros climáticos promedio de Choix, Sinaloa (1970-1975) | Parámetros climáticos promedio de Choix, Sinaloa (1970-1975) | Parámetros climáticos promedio de Choix, Sinaloa (1970-1975) | Parámetros climáticos promedio de Choix, Sinaloa (1970-1975) | Parámetros climáticos promedio de Choix, Sinaloa (1970-1975) | Parámetros climáticos promedio de Choix, Sinaloa (1970-1975) | Parámetros climáticos promedio de Choix, Sinaloa (1970-1975) | Parámetros climáticos promedio de Choix, Sinaloa (1970-1975) | Parámetros climáticos promedio de Choix, Sinaloa (1970-1975) | Parámetros climáticos promedio de Choix, Sinaloa (1970-1975) |
| Mes                                                          | Ene.                                                         | Feb.                                                         | Mar.                                                         | Abr.                                                         | May.                                                         | Jun.                                                         | Jul.                                                         | Ago.                                                         | Sep.                                                         | Oct.                                                         | Nov.                                                         | Dic.                                                         | Anual                                                        |
| ------------------------------------------------------------ | ------------------------------------------------------------ | ------------------------------------------------------------ | ------------------------------------------------------------ | ------------------------------------------------------------ | ------------------------------------------------------------ | ------------------------------------------------------------ | ------------------------------------------------------------ | ------------------------------------------------------------ | ------------------------------------------------------------ | ------------------------------------------------------------ | ------------------------------------------------------------ | ------------------------------------------------------------ | ------------------------------------------------------------ |
| Temp. máx. abs. (°C)                                         | 37.5                                                         | 37.0                                                         | 39.5                                                         | 42.0                                                         | 42.0                                                         | 44.0                                                         | 41.5                                                         | 40.0                                                         | 40.0                                                         | 40.5                                                         | 39.5                                                         | 38.5                                                         | 44.0                                                         |
| Temp. máx. media (°C)                                        | 27.9                                                         | 29.9                                                         | 32.5                                                         | 34.9                                                         | 37.6                                                         | 39.1                                                         | 36.2                                                         | 34.9                                                         | 34.9                                                         | 35.1                                                         | 31.7                                                         | 28.4                                                         | 33.2                                                         |
| Temp. media (°C)                                             | 17.6                                                         | 18.7                                                         | 20.9                                                         | 23.0                                                         | 26.7                                                         | 30.5                                                         | 29.0                                                         | 28.6                                                         | 28.2                                                         | 26.0                                                         | 21.5                                                         | 18.2                                                         | 23.5                                                         |
| Temp. mín. media (°C)                                        | 7.4                                                          | 7.5                                                          | 9.2                                                          | 11.1                                                         | 15.9                                                         | 21.9                                                         | 21.8                                                         | 22.5                                                         | 21.5                                                         | 16.9                                                         | 11.3                                                         | 8.0                                                          | 13.7                                                         |
| Temp. mín. abs. (°C)                                         | 0.0                                                          | 2.5                                                          | 3.0                                                          | 4.5                                                          | 9.5                                                          | 15.0                                                         | 11.5                                                         | 20.0                                                         | 15.0                                                         | 10.0                                                         | 4.0                                                          | 1.0                                                          | 0.0                                                          |
| Precipitación total (mm)                                     | 30.8                                                         | 14.3                                                         | 1.5                                                          | 0.3                                                          | 21.7                                                         | 23.5                                                         | 176.6                                                        | 229.3                                                        | 95.5                                                         | 68.0                                                         | 31.3                                                         | 14.3                                                         | 567.5                                                        |
| Fuente: SMN                                                  |                                                              |                                                              |                                                              |                                                              |                                                              |                                                              |                                                              |                                                              |                                                              |                                                              |                                                              |                                                              |                                                              |

## Toponimia
Choix proviene del cahita choim que significa "brea", y este era aplicado a una tribu colectores de gomas o resinas vegetales; este topónimo significa, según don Héctor R. Olea, "lugar de brea" o "donde habitan los colectores de resina".[cita requerida]

## Economía
Las principales actividades económicas de este municipio son la ganadería, la agricultura, la pesca, el turismo y el comercio. En cuanto a ganadería se producen animales de clases bovinas, porcinas, avícolas y caprinas. Por parte agrícola este municipio es máximo productor de ajonjolí en México, también se cultiva frijol, maíz, etc. Y en un futuro se piensa sembrar arándanos. En cuanto a pesca en este municipio es apto para la reproducción de pescados de agua dulce como la lobina, el bagre entre otros. En turismo se cuentan con grandes paisajes, monumentos e edificios los cuales atraen a miles de turistas cada año.